# Ewa Brodin
Ewa Brodin, född 1954, är en svensk konstnär, bosatt i Göteborg.
Brodin utbildade sig vid Konsthögskolan Valand mellan 1980 och 1985, och har haft flera separatutställningar. 1998 gjorde hon affischen för Göteborg Film Festival och hon ingick i curatorsteamet för Göteborgs första Internationella konstbiennal 2001. Hon finns bland annat representerad på Göteborgs konstmuseum.
Hon fick Sten A Olssons kulturstipendium 2000.